# Louhi (999)
Le brise-glace polyvalent Louhi (pennant number : 999) est un navire de services appartenant au Centre finlandais de l'environnement et il est aussi exploité par la marine finlandaise pour des missions de protection de l'environnement et la prévention des dommages causés par les hydrocarbures et aussi pour les tâches d'entretien de la marine finlandaise.

## Historique

### Son nom
Ce nouveau navire polyvalent d'intervention est devenu le troisième navire de la marine finlandaise à porter le nom de Louhi, la reine de Pohjola dans la mythologie finnoise. Son numéro de fanion est 999.
Le premier Louhi était un mouilleur de mines , construit en 1917 sous le nom de Voin et qui a été abandonné par le retrait de la marine russe. La marine finlandaise nouvellement fondée a acquis le navire et l'a renommé premier M-1 en 1918 et Louhi en 1936. Le 12 janvier 1945, lorsque le navire posait des mines avec le Ruotsinsalmi dans le golfe de Finlande, il a été touché par une mine ou une torpille d'un U-boot allemand. Le Louhi a coulé en deux minutes avec la perte de 11 hommes. 
Le deuxième Louhi a été construit en 1939 en tant que brise-glace Sisu et remis à la marine en 1970. Le navire a servi de navire de soutien pour les bateaux lance-missiles de classe Tuima et les canonnières de classe Turunmaa, les remorquant pendant les voyages de transit. Il a été mis hors service et mis au rebut en 1986.

### Mission
En raison de l'écologie sensible de la mer Baltique, il avait été convenu dans la Convention d'Helsinki entrée en vigueur en 1980 qu'au lieu d'utiliser des dispersants pour dissoudre une marée noire, la lutte contre les déversements se ferait par une récupération mécanique en surface utilisant des barrages pétrolier. À cette fin, chaque navire antipollution finlandais est équipé d'un équipement de récupération intégré installé en permanence et de tels systèmes ont également été installés sur plusieurs navires de patrouille des garde-frontières finlandais. La mission principale du Louhi étant la prévention de la pollution, le navire dispose d'une vaste gamme d'équipements capables de détecter et de récupérer des hydrocarbures et des produits chimiques déversés en eau libre, en haute mer et dans des conditions de glace. Certains équipements, tels qu'un radar de détection d'hydrocarbures et une caméra thermographique dans la mâture, sont utilisés pour la première fois dans un navire de récupération d'hydrocarbures finlandais. De plus, le navire dispose d'une station météorologique et d'un laboratoire humide capables d'analyser automatiquement les échantillons d'eau. 
En plus des obligations environnementales, le Louhi peut également être utilisé comme navire de soutien pour les opérations sous-marines de la marine finlandaise. Le navire dispose d'installations pour les plongeurs, d'un moon pool et de véhicules sous-marins télécommandés (ROV), et il peut être utilisé pour poser et récupérer le câble sous-marin de communication qui est stocké dans les réserves du navire. En temps de crise, le navire, capable de transporter 1.000 tonnes de carburant et 100 tonnes de cargaison, peut être armé d'un canon Bofors 40 mm, de deux mitrailleuses de 12.7 mm NSV 12.7 Utes et de mines marines, et utilisé pour approvisionner les forts insulaires et autres navires.

### Opération
Le 24 décembre 2011, Louhi et Linja, un autre navire d'intervention en cas de déversement finlandais, ont été envoyés dans le golfe de Botnie par mesure de précaution après un déversement d'huile de tall de l'usine d' Arizona Chemical (Rhône Group (en)) près de Söderhamn en Suède. Alors que la Suède n'avait pas encore envoyé de demande d'assistance officielle, les navires de récupération finlandais se préparaient à rejoindre l'opération de lutte contre les déversements si la marée noire, à ce moment-là, à environ 50 kilomètres au nord-est de Süderhamn, commençait à dériver vers la côte finlandaise. Bien que Louhi peut fonctionner dans les mers relativement élevées, l'effort de récupération a été entravée par la suite et la nappe de pétrole a été brisé par la tempête le 27 décembre 2011. Lorsque Louhi s'est déplacé vers la zone de récupération le 28 décembre, la nappe n'a pas pu être localisée et seulement 20-30 litres d'hydrocarbures altérés ont été récupérés.

### Équipement

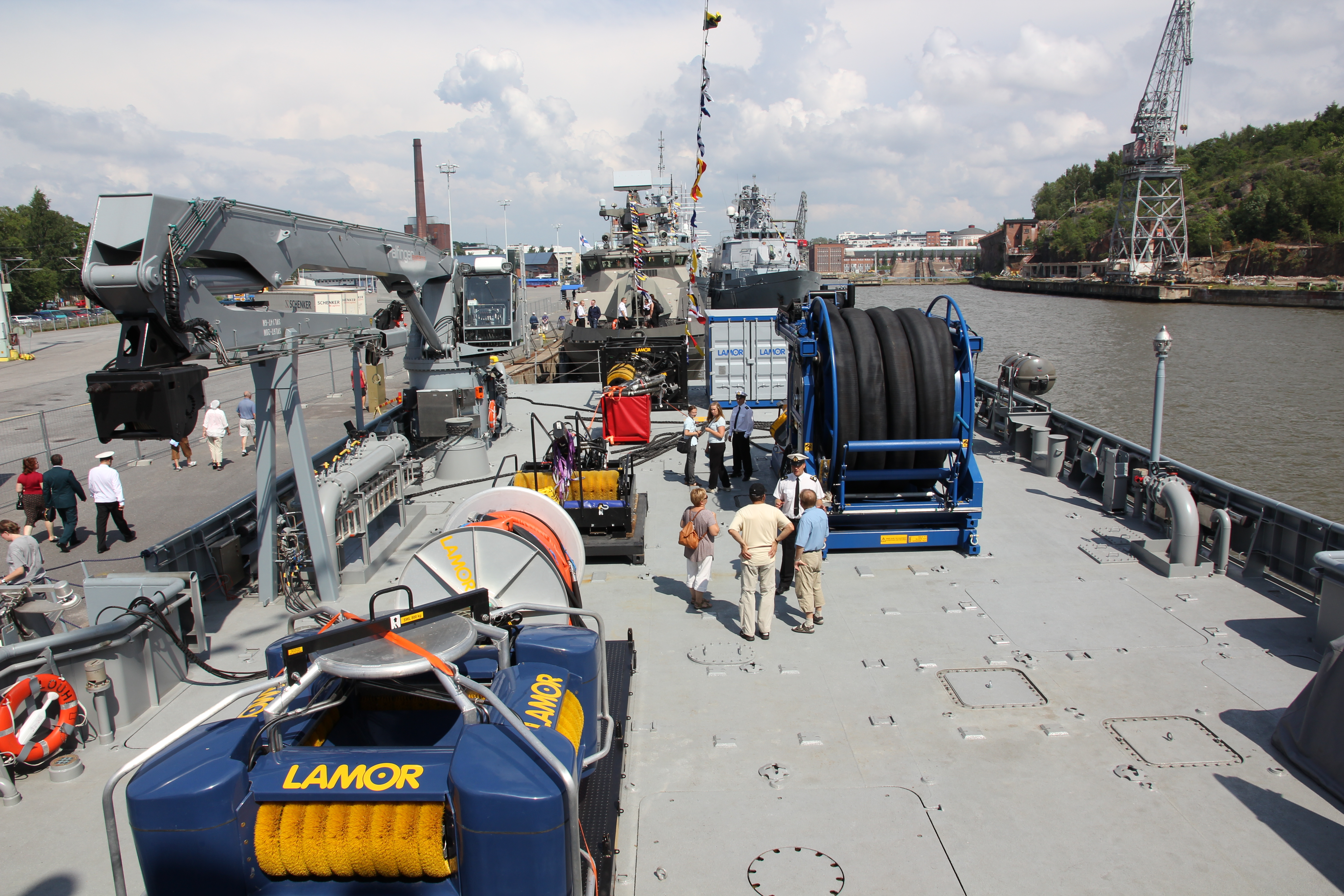
Différents matériels anti-pollution

Le navire est équipé de trois types différents de systèmes de récupération développés et fabriqués par Lamor, chacun adapté à des conditions météorologiques spécifiques. L'équipement est entièrement mécanisé, contrôlé à distance et capable de se déployer en mode opérationnel en 10 minutes de chaque côté. Le quatrième système, conçu pour des conditions de glace difficiles, est une innovation mise au point par l'Institut finlandais de l'environnement. 
En eau libre, le navire utilise un système d'avancement installé en permanence qui se compose de stabilisateurs et de barrages de balayage des deux côtés du navire qui récupèrent les hydrocarbures et les débris d'une large zone lorsque le navire avance à une vitesse constante de 1,5 nœuds (2,8 km/h). Les matières polluées sont collectées dans des caisses latérales à l'intérieur du navire où elles sont séparées de l'eau pour être traitées. La largeur de balayage du système d'avancement est de 42 mètres, juste derrière le brise-glace finlandais Kontio qui a été équipé pour la récupération d'hydrocarbures par l'Agence européenne pour la sécurité maritime et a une largeur de balayage d'environ 50 mètres. 
Cependant, comme le système d'avancement ne peut être utilisé efficacement que dans des mers calmes avec une hauteur significative de vagues inférieure à un mètre, Louhi est également équipé d'un "réservoir d'amortissement des vagues" spécial, une innovation utilisée pour la première fois dans un navire de récupération finlandais, qui peut être utilisé en combinaison avec les convoyeurs à brosses rigides et une flèche de balayage plus courte pour collecter l'huile dans une houle de 2 mètres. Le système se compose d'un canal d'amortissement qui guide l'huile vers le système de récupération de l'autre côté du navire. 
Comme les systèmes de récupération conçus pour l'eau libre ne peuvent pas être utilisés efficacement ou pas du tout en hiver, Louhi est également équipé de deux systèmes de récupération capables de collecter les hydrocarbures déversés dans la mer dans des conditions de glace difficiles et de nettoyer des blocs de glace recouverts de pétrole. Le système de récupération principal se compose de quatre grandes brosses contrôlées par des bras de grue individuels installés sur le pont arrière. Le système, développé spécifiquement pour ce navire, a une largeur de balayage de 16 mètres et récupère le pétrole de la mer lorsque le navire se déplace vers l'arrière dans la glace. En outre, le navire est équipé de deux godets de récupération d'huile qui ont de grandes brosses rotatives qui ressemblent à celles des balayeuses de rue et sont utilisées de la même manière. Malgré leur capacité de récupération limitée, les godets à balais actionnés par les grues du navire se sont avérés efficaces dans des conditions de glace dans le passé.
Les réservoirs de récupération, équipés de chauffage et d'un système de gaz inerte qui utilise de l'azote pour déplacer les gaz explosifs, ont une capacité totale de 1.200 m³ pour les hydrocarbures déversés et de 200 m³ pour les produits chimiques. En plus de l'équipement de récupération, le navire transporte 800 mètres  de barrage pétrolier lourd. 
Lorsque les composants légers du pétrole brut s'évaporent avec le temps, ils forment un composé explosif avec l'air. Pour cette raison, une attention particulière a été accordée à la prévention des étincelles et des températures de surface élevées dans le navire et ses équipements. En cas de déversement de produits chimiques, le navire peut être sur-pressurisé pour empêcher des substances chimiques potentiellement toxiques de pénétrer dans le navire et de nuire à son équipage.

## Galerie

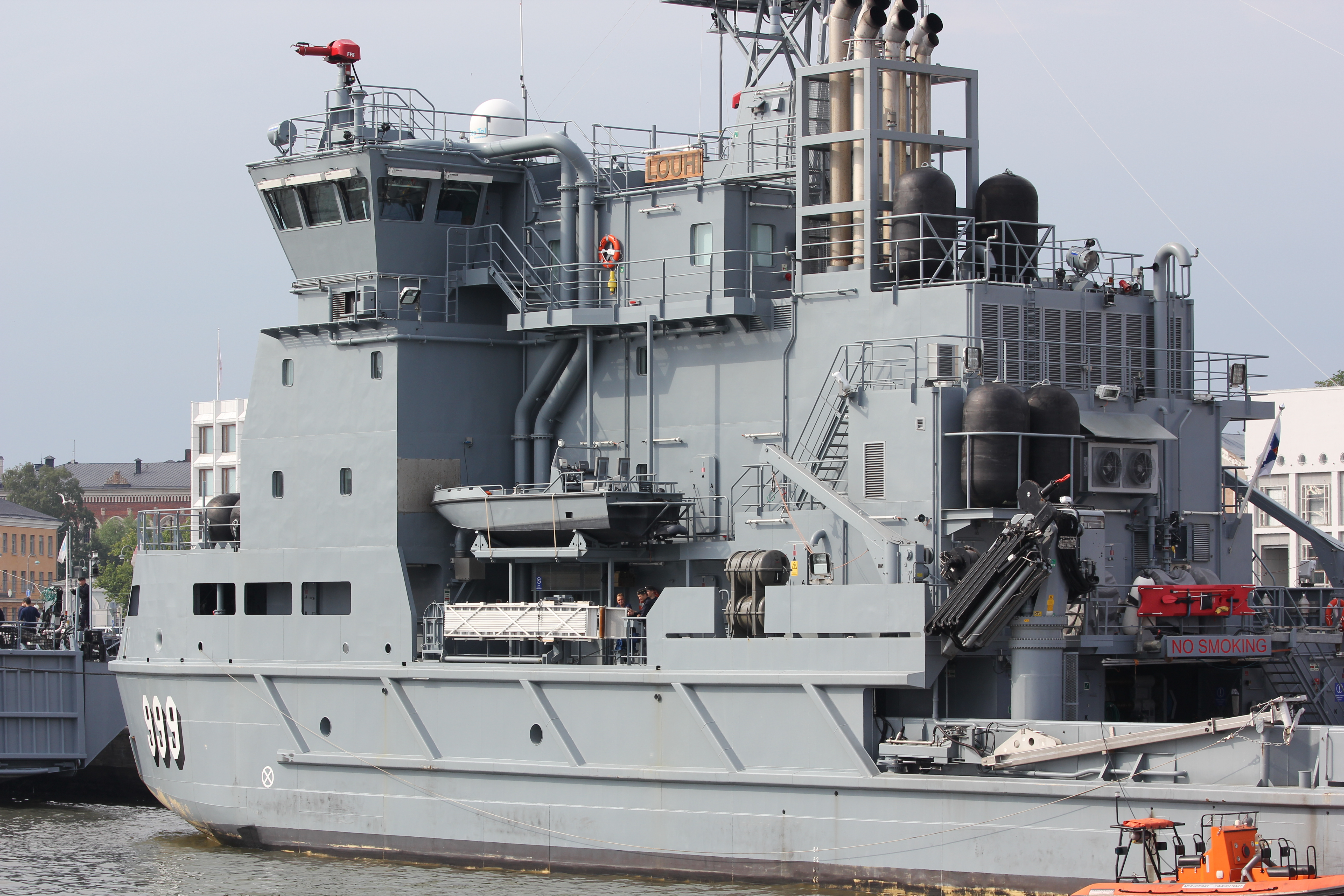
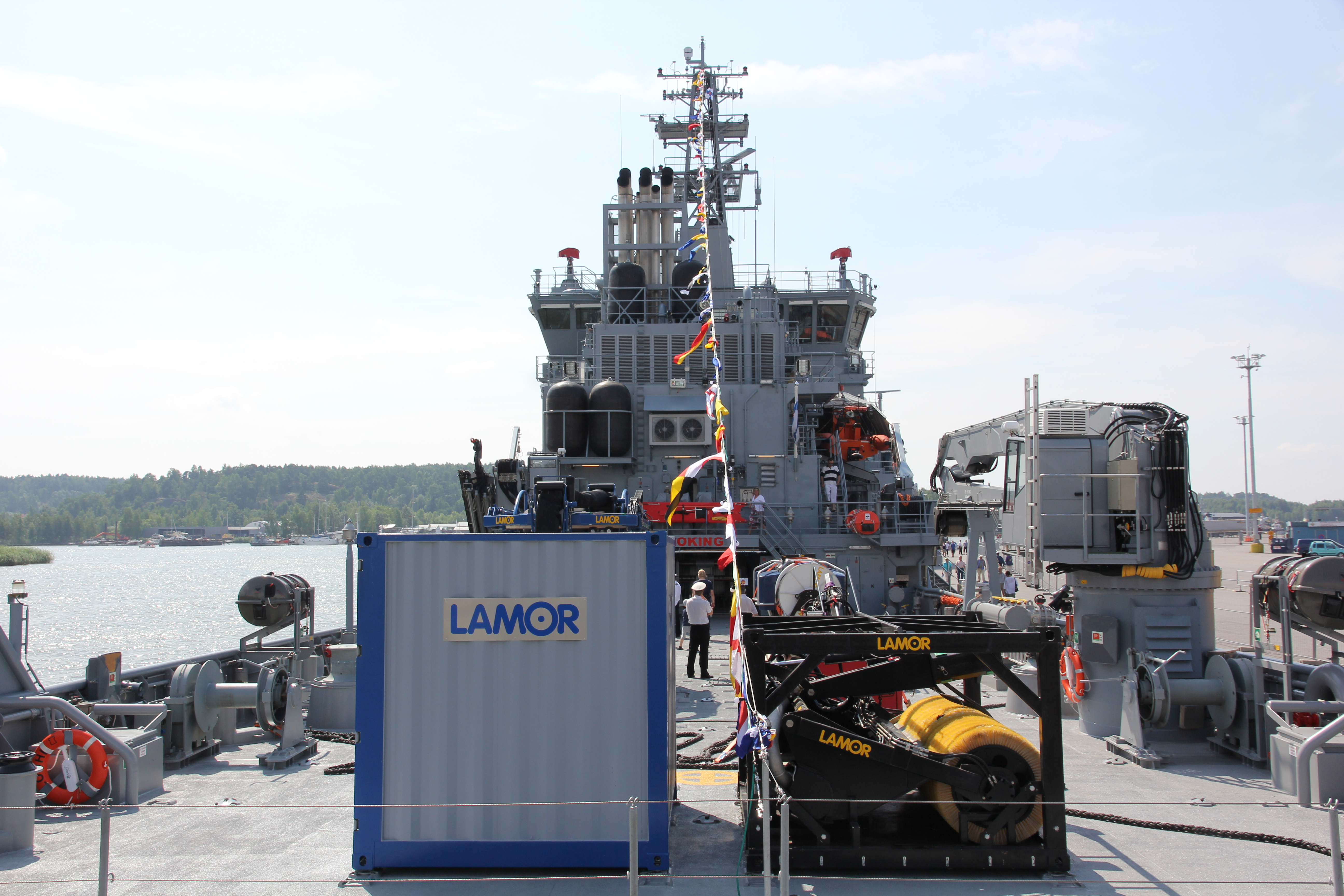
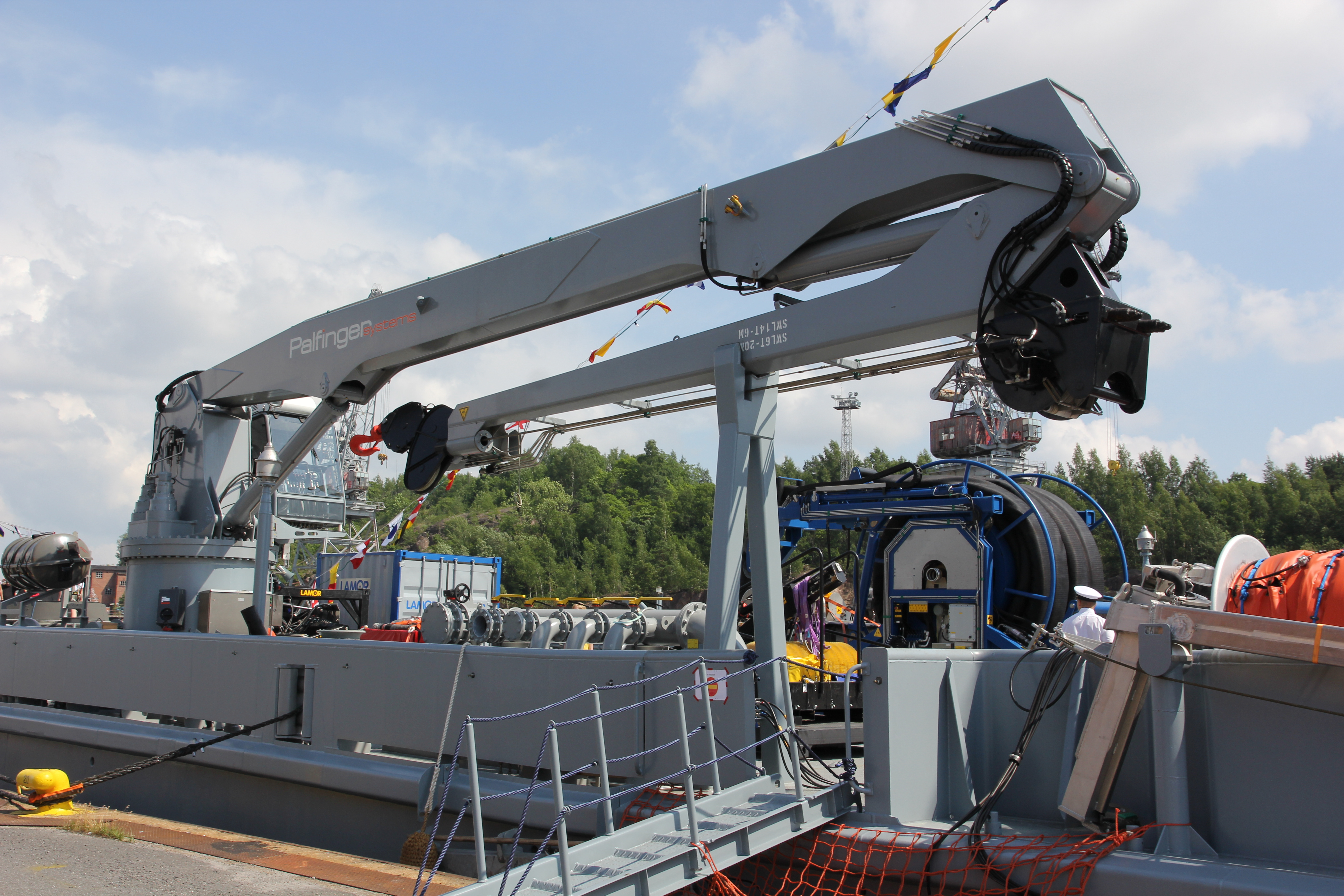